# Абу Бакар (султан Джохора)
Абу Бакар (3 февраля 1833, Сингапур — 4 июня 1895, Лондон) — султан Джохора, которого считают основателем современного Джохора и первым из малайских правителей нового образца.

## Биография
Абу Бакар был старшим сыном Даенга Ибрагима, теменггонга (министр обороны и внутренних дел) и с 1855 года фактического правителя Джохора. Среди его предков был султан Абудл Джалил IV, правивший Джохором в начале XVIII века. Абу Бакар рос в Сингапуре, в то время бывшем британской колонией, учился в английской школе. Он был одним из первых малайских правителей, получивших образование по западному образцу.
Сменив в 1862 году отца в статусе теменггонга, Абу Бакар продолжил его инициативы по привлечению китайских плантаторов в Джохор и способствовал освоению ими девственных джунглей в глубине султаната. Он перенёс столицу в город Танджунг-Путери, основанный его отцом, и дал ему новое имя, Джохор-Бару. Абу Бакар провёл административную реформу, доверив руководящие посты образованным малайцам, с которыми когда-то учился. Среди британцев он считался прогрессивным правителем.
Абу Бакар старался активно участвовать в делах соседних малайских государств. Так в 1860-х годах он поддерживал одну из сторон гражданской войны в Паханге, защищал свои интересы в подконтрольной голландцам провинции Риау. При этом Абу Бакар сохранял дружественные отношения с британской администрацией Сингапура. В 1865 году он отправился в Англию и был представлен королеве Виктории, что, в свою очередь, подняло его статус как в Юго-Восточной Азии, так и в Европе. В 1868 году Абу Бакар принял титул махараджи. Благодаря дружбе с британской королевой для Абу Бакара открылись двери в аристократические круги Европы, где он проводил много времени в 1880-х и 1890-х годах.
В своих владениях в Джохор-Бару и Сингапуре Абу Бакар выстроил роскошные дворцы в европейском стиле, где принимал высокопоставленных гостей, в последние годы жизни начал возведение мечети, носящей его имя. Он нанимал европейских юристов и на равных вёл дела с европейскими и китайскими компаниями. Рост влияния позволил Абу Бакару добиться от британцев признания независимости Джохора и принятия титула султана в 1885 году. Уже после смерти Абу Бакара его сын и наследник вынужден был признать британское господство, и в 1914 году Джохор получил колониальный статус. Кроме Европы, посетил Китай, Яву и Японию. Оказал гостеприимство русскому этнографу-путешественнику Н.Н. Миклухо-Маклаю в время его экспедиции на Малаккский полуостров в 1874 и 1875 гг. 